# Abdul Hakim Sani Brown
Abdul Hakim Sani Brown (en japonés: サニブラウンアブデルハキーム, Sani Brown Abdul, Fukuoka, 6 de marzo de 1999) es un deportista japonés que compite en atletismo, especialista en las carreras de relevos. Es hijo de padre ghanés y madre japonesa.
Ganó una medalla de bronce en el Campeonato Mundial de Atletismo de 2019, en la prueba de 4 × 100 m.

## Palmarés internacional
| Campeonato Mundial | Campeonato Mundial | Campeonato Mundial | Campeonato Mundial |
| Año                | Lugar              | Medalla            | Prueba             |
| ------------------ | ------------------ | ------------------ | ------------------ |
| 2019               | Doha (Catar)       | Medalla de bronce  | 4 × 100 m          |